# Pombal e Vales
Pombal e Vales (llamada oficialmente União das Freguesias de Pombal e Vales) es una freguesia portuguesa del municipio de Alfândega da Fé, distrito de Braganza.

## Historia
Fue creada el 28 de enero de 2013 en aplicación de una resolución de la Asamblea de la República de Portugal promulgada el 16 de enero de 2013 con la unión de las freguesias de Pombal y Vales, pasando su sede a estar situada en la antigua freguesia de Pombal.

## Demografía
| Gráfica de evolución demográfica de Pombal e Vales entre 2011 y 2021 |
|                                                                      |
| Datos según el nomenclátor publicado por el INE portugués.           |